# Salina de Praid
La Salina de Praid és una gran mina de sal situada al centre de Romania al comtat de Harghita, prop de Praid. Praid representa una de les reserves de sal més grans de Romania amb reserves estimades de 50.000 milions de tones de NaCl.